# Hậu vệ dẫn bóng

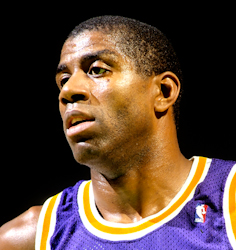
PG/Hậu vệ dẫn bóng Magic Johnson năm 1987.

Hậu vệ dẫn bóng (Point Guard), còn được biết đến như vị trí số một hay là người dẫn bóng, là một trong năm vị trí trong một trận đấu bóng rổ thông thường. Một hậu vệ dẫn bóng được coi là có vai trò chuyên biệt nhất trong tất cả các vị trí. Những người dẫn bóng sẽ dẫn dắt việc tấn công của đội bằng cách kiểm soát bóng và đảm bảo rằng nó đến đúng người chơi vào đúng thời điểm. Trên hết, người dẫn bóng phải hiểu và tuân theo chiến thuật của huấn luyện viên; vị trí này có thể được so sánh với một tiền vệ chính trong bóng bầu dục Mỹ hoặc một tiền vệ trong bóng đá. Họ cũng phải có khả năng hiểu được đội hình phòng thủ của đối phương và kiểm soát nhịp độ trận đấu.
Một hậu vệ dẫn bóng, giống như các vị trí khác trong bóng rổ, chuyên về các kỹ năng nhất định. Công việc chính của họ là tạo cơ hội ghi điểm cho đồng đội, hoặc đôi khi là cho chính họ. Lee Rose đã mô tả một người dẫn bóng giống như một huấn luyện viên trên sân, người có thể xử lý và phân phối bóng cho đồng đội. Điều này liên quan đến việc thiết lập lối chơi trên sân, đưa bóng cho đồng đội ở vị trí tốt nhất để ghi điểm và kiểm soát nhịp độ trận đấu. Một hậu vệ dẫn bóng cần biết khi nào và làm thế nào để tạo một tình huống phản công nhanh cũng như khi nào và làm thế nào để bắt đầu các pha tấn công có chủ ý. Hậu vệ dẫn bóng được xem như nhạc trưởng của đội bóng. Một hậu vệ dẫn bóng luôn cần chú ý thời gian trên đồng hồ giây và đồng hồ thi đấu, tỷ số, số lần hội ý còn lại của cả hai đội, v.v.
Nói đến những cầu thủ có chiều cao tốt đạt được những thành công ở vị trí này là Ben Simmons, cao tới 6' 10" (2.08m) đã giành được Giải thưởng Tân binh của năm của Hiệp hội Bóng rổ Quốc gia 2018. Thấp hơn anh một chút là Magic Johnson, cao 6' 9" (2,06 m) đã ba lần giành được danh hiệu Giải thưởng Cầu thủ bóng rổ xuất sắc nhất NBA trong sự nghiệp. Những hậu vệ dẫn bóng khác đã được vinh danh là MVP NBA bao gồm Bob Cousy, Oscar Robertson, Derrick Rose, và Russell Westbrook, những người hai lần giành danh hiệu có Steve Nash và Stephen Curry. Kể từ năm 1969, Johnson và Curry là những hậu vệ dẫn bóng duy nhất đã giành được giải thưởng MVP của giải đấu, MVP của trận chung kết và MVP của trận All-Star trong sự nghiệp của họ. Những hậu vệ dẫn bóng đáng chú ý của WNBA bao gồm nhà vô địch năm lần Sue Bird, đồng đội Olympic của cô ấy Diana Taurasi (hai cầu thủ bóng rổ duy nhất của cả hai giới giành được năm huy chương vàng bóng rổ Olympic) và Courtney Vandersloot. Trong NBA, các hậu vệ dẫn bóng thường nằm trong khoảng từ 6' 0" (1,82 m) đến 6' 3" (1,90 m) trong khi ở WNBA, các hậu vệ dẫn bóng thường cao 5' 8" (1,73 m) hoặc thấp hơn. Cầu thủ thấp nhất trong lịch sử NBA, Muggsy Bogues, chỉ cao 5' 3" (1,60m), đã có 14 năm sự nghiệp là một hậu vệ dẫn bóng. Những cầu thủ thấp hơn có xu hướng dẫn bóng tốt hơn vì họ ở gần sàn hơn, do đó kiểm soát bóng tốt hơn trong khi dẫn bóng.
Sau khi đối phương ghi điểm, hậu vệ dẫn bóng thường là người dẫn bóng sang phần sân đối phương để bắt đầu một đợt tấn công. Kỹ năng chuyền bóng, xử lý bóng và khả năng quan sát trên sân là rất quan trọng. Tốc độ cũng là một yếu tố quan trọng; một hậu vệ dẫn bóng có tốc độ có thể tạo ra khoảng cách với người theo kèm và không gian tốt hơn cho việc dẫn bóng, tạo cho họ điều kiện để xử lí bóng. Hậu vệ dẫn bóng thường được đánh giá qua khả năng hỗ trợ nhiều hơn là qua khả năng ghi điểm của họ. Một yếu tố đánh giá chính khác là tỷ lệ hỗ trợ trên số lần mất bóng, phản ánh những kỹ năng cần ra quyết định của cầu thủ đó. Tuy nhiên, một hậu vệ dẫn bóng tốt cũng nên có một khả năng ném hiệu quả.

## Tấn công

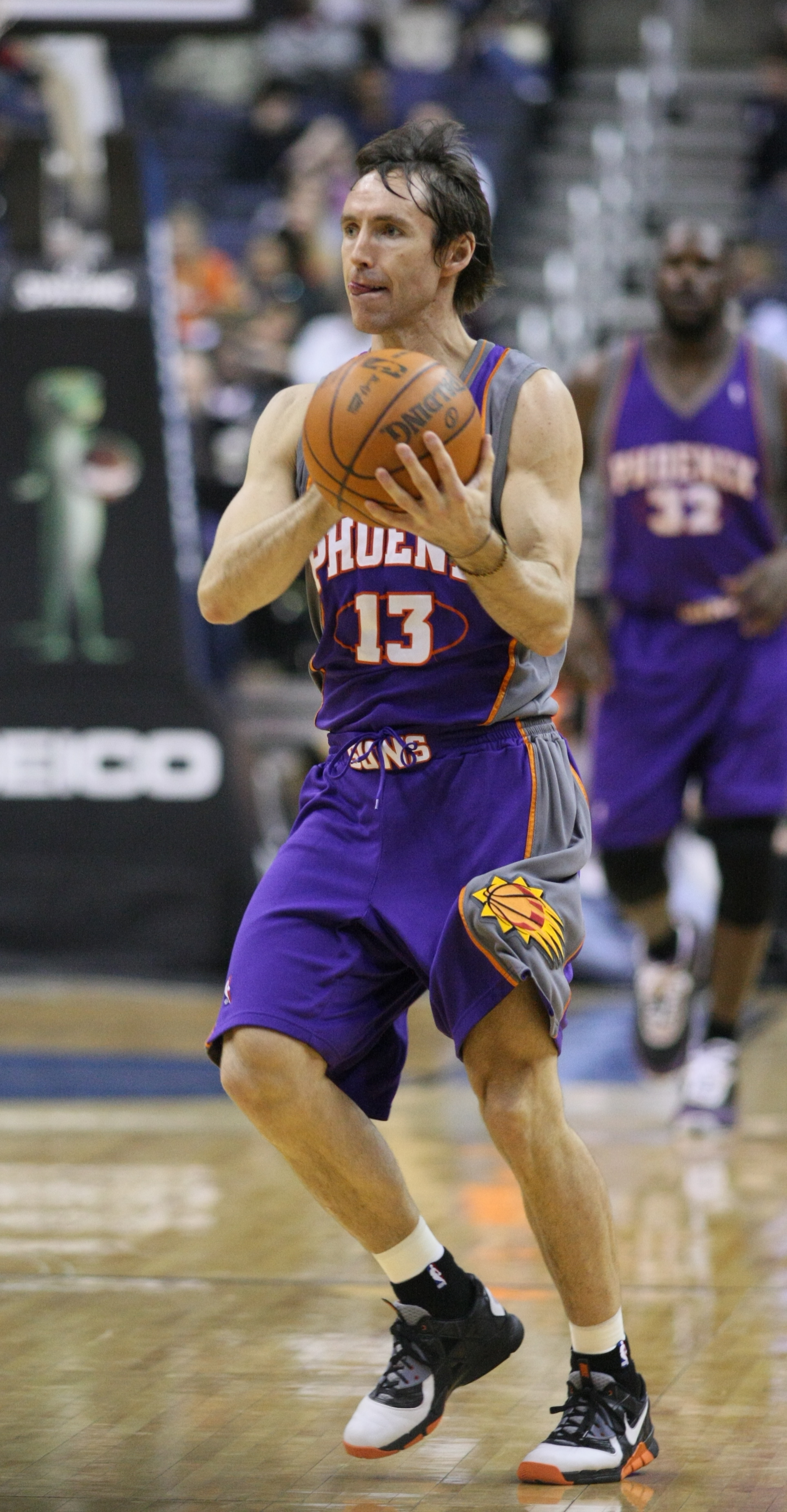
Steve Nash, cầu thủ huyền thoại từng 5 lần dẫn đầu NBA về số kiến tạo

Hậu vệ dẫn bóng thường di chuyển đến các vị trí luân chuyển bóng để có quan sát tốt nhất cho pha tấn công. Đây là một điều cần thiết vì hậu vệ dẫn bóng có nghĩa vụ dẫn dắt việc tấn công. Thậm chí, hậu vệ dẫn bóng còn được gọi là "huấn luyện viên trên sân". Trong quá khứ, điều này đặc biệt đúng, vì rất nhiều các hậu vệ dẫn bóng như Lenny Wilkens đã sắm cả vai trò huấn luyện viên và cầu thủ.Điều này không còn phổ biến nữa, vì hầu hết các huấn luyện viên hiện nay chỉ chuyên về huấn luyện và không phải là cầu thủ. Một số hậu vệ dẫn bóng vẫn được cho phép tự quyết định các tình huống tấn công. Tuy nhiên, ngay cả những hậu vệ dẫn bóng không được trao nhiều tự do, họ vẫn là những cánh tay nối dài của huấn luyện viên trên sàn đấu và phải thể hiện kỹ năng lãnh đạo tốt.
Cùng với khả năng lãnh đạo và sự nhạy bén trong bóng rổ nói chung, xử lý bóng là một kỹ năng tối quan trọng đối với một hậu vệ dẫn bóng. Nói chung, đây sẽ là cầu thủ sở hữu bóng nhiều nhất trong một trận đấu và chịu trách nhiệm duy trì sự kiểm soát bóng cho đội của mình khi đối mặt với bất kỳ áp lực nào từ đối phương. Hậu vệ dẫn bóng phải có khả năng kiểm soát bóng trong khoảng không có nhiều cầu thủ cũng như trong các pha tấn công và có thể đưa bóng lên tấn công nhanh chóng. Một người hậu vệ dẫn bóng có đủ kỹ năng xử lý bóng và sự nhanh nhạy để có thể lên rổ trong một tình huống chạy bài tấn công cũng rất có giá trị và được một số coi là cần thiết để tấn công hiệu quả.
Sau xử lý bóng, chuyền và ghi điểm là những điều quan trọng nhất trong một trận đấu đối với một hậu vệ dẫn bóng. Là người đưa ra quyết định chính cho đội, khả năng chuyền bóng của một hậu vệ dẫn bóng xác định mức độ hiệu quả mà cầu thủ đó có thể ra quyết định trong trận đấu. Nhận ra đồng đội đang ở vị trí thuận lợi là một chuyện, nhưng có thể đưa bóng đến vị trí cầu thủ đó lại là chuyện khác hoàn toàn. Vì lý do này, một hậu vệ dẫn bóng hầu như, nhưng không phải luôn luôn, có kỹ năng và tập trung hơn vào việc chuyền bóng so với ném rổ. Tuy nhiên, khả năng ném và lên rổ tốt vẫn là những kỹ năng đáng giá. Một hậu vệ dẫn bóng thường sẽ sử dụng khả năng ghi điểm của mình để tăng cường hiệu quả của mình với tư cách là người ra quyết định và tạo lối chơi.
Ngoài vai trò truyền thống của một hậu vệ dẫn bóng, các đội bóng hiện đại đã tìm ra những cách mới để sử dụng hiệu quả vị trí này. Đáng chú ý, một số hậu vệ dẫn bóng hiện đại đã sử dụng thành công lối chơi tấn công khu vực dưới rổ (paint), một chiến thuật thường được sử dụng bởi các trung phong và tiền đạo có thể hình to lớn hơn nhiều. Khai thác điểm yếu của hậu vệ dẫn bóng đối phương khi họ thường là một người có thể hình và sức mạnh hạn chế, một số hậu vệ dẫn bóng hiện đại đã phát triển các cách tấn công gần rổ có thể bao gồm thả bóng, xoay người và nhảy ném ngả người ra sau (fade away).

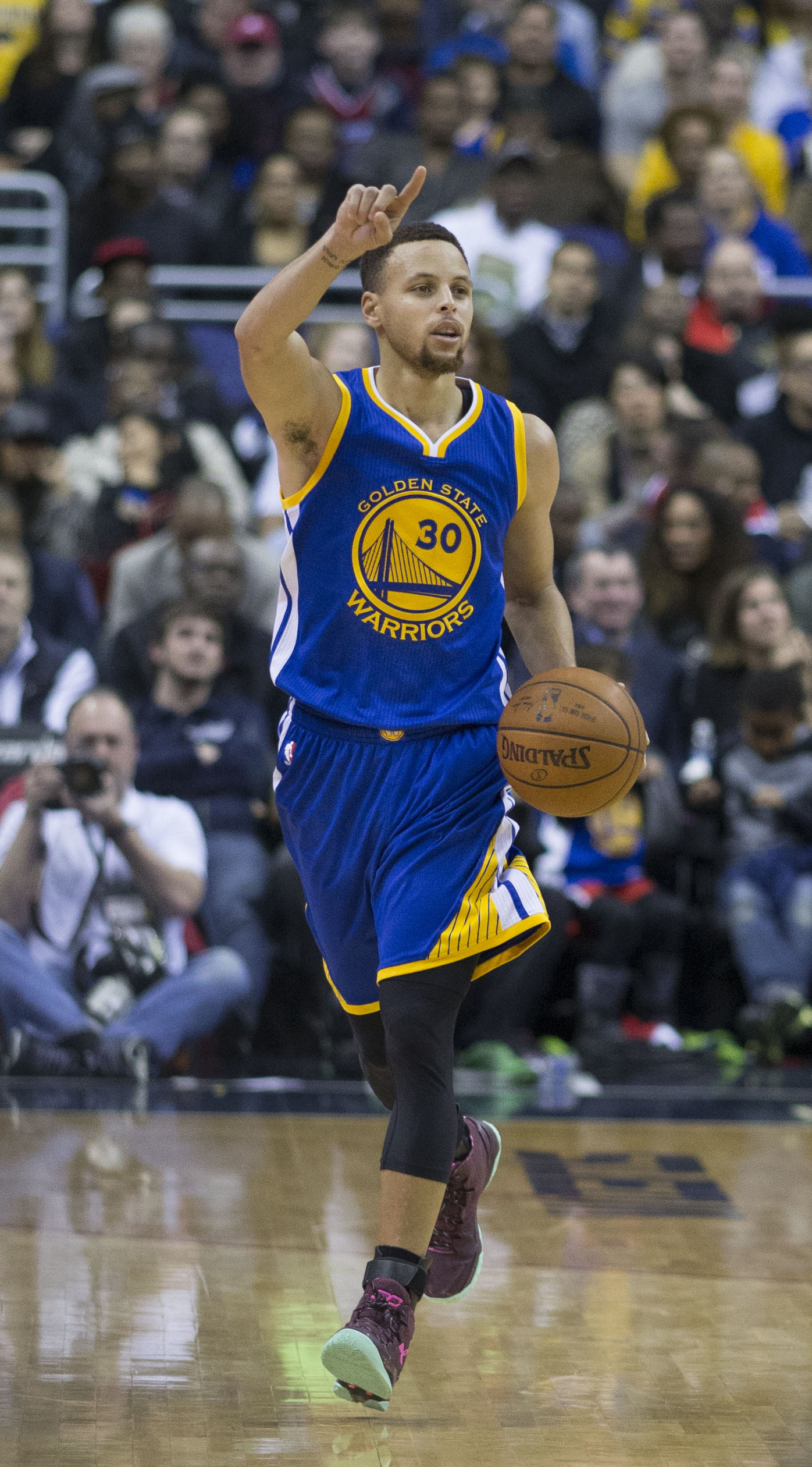
Stephen Curry là một trong những hậu vệ dẫn bóng ghi điểm tốt nhất trong lịch sử NBA.

Trong những năm gần đây, sự thay đổi theo hướng thể thao hơn, thiên về ghi điểm dẫn đến sự gia tăng chóng mặt của một vị trí gọi là hậu vệ kết hợp ở vị trí trước đây là hậu vệ dẫn bóng. Những hậu vệ dẫn bóng theo xu hướng này thường năng nổ và tập trung vào ghi điểm hơn thay vì chú trọng tạo lối chơi, đồng thời giảm kiến tạo cho đồng đội cũng như di chuyển bóng, và đôi khi là cả phòng thủ để có thể ghi điểm cao hơn. Những cầu thủ trẻ và tương đối thấp hiện đang chú trọng phát triển các kĩ năng ghi điểm, trong khi trước đây những cầu thủ này sẽ khó có thể vào NBA nếu không có kỹ năng của hậu vệ dẫn bóng thực sự. Những hậu vệ dẫn bóng kết hợp này có thể làm bất ngờ hệ thống phòng thủ đối phương. Thay vì luân chuyển bóng sau khi đưa bóng lên, họ sẽ lập tức tấn công bảng rổ hoặc lùi lại để thực hiện những cú ném từ bên ngoài. Có một số nhược điểm đối với phong cách chơi này. Một hậu vệ dẫn bóng thường kiểm soát các pha tấn công và anh ta cũng kiểm soát ai nhận được bóng và ai không, vì kiểu chơi này là cần thiết để kiểm soát nhịp độ của một trận đấu. Những hậu vệ dẫn bóng thiên về ghi điểm thường tìm cách ghi điểm trước, do đó tạo sự khó khăn cho đồng đội có cơ hội nhận bóng. Điều này có thể khiến những cầu thủ khác không thể tham gia vào tình huống tấn công. Mặc dù vậy, những hậu vệ kết hợp vẫn yêu cầu kỹ năng chuyền bóng trên mức trung bình, nhưng không tốt bằng những hậu vệ dẫn bóng "thuần túy" (đó là những gì trong khuôn mẫu truyền thống mà hậu vệ dẫn bóng thường được đề cập đến).

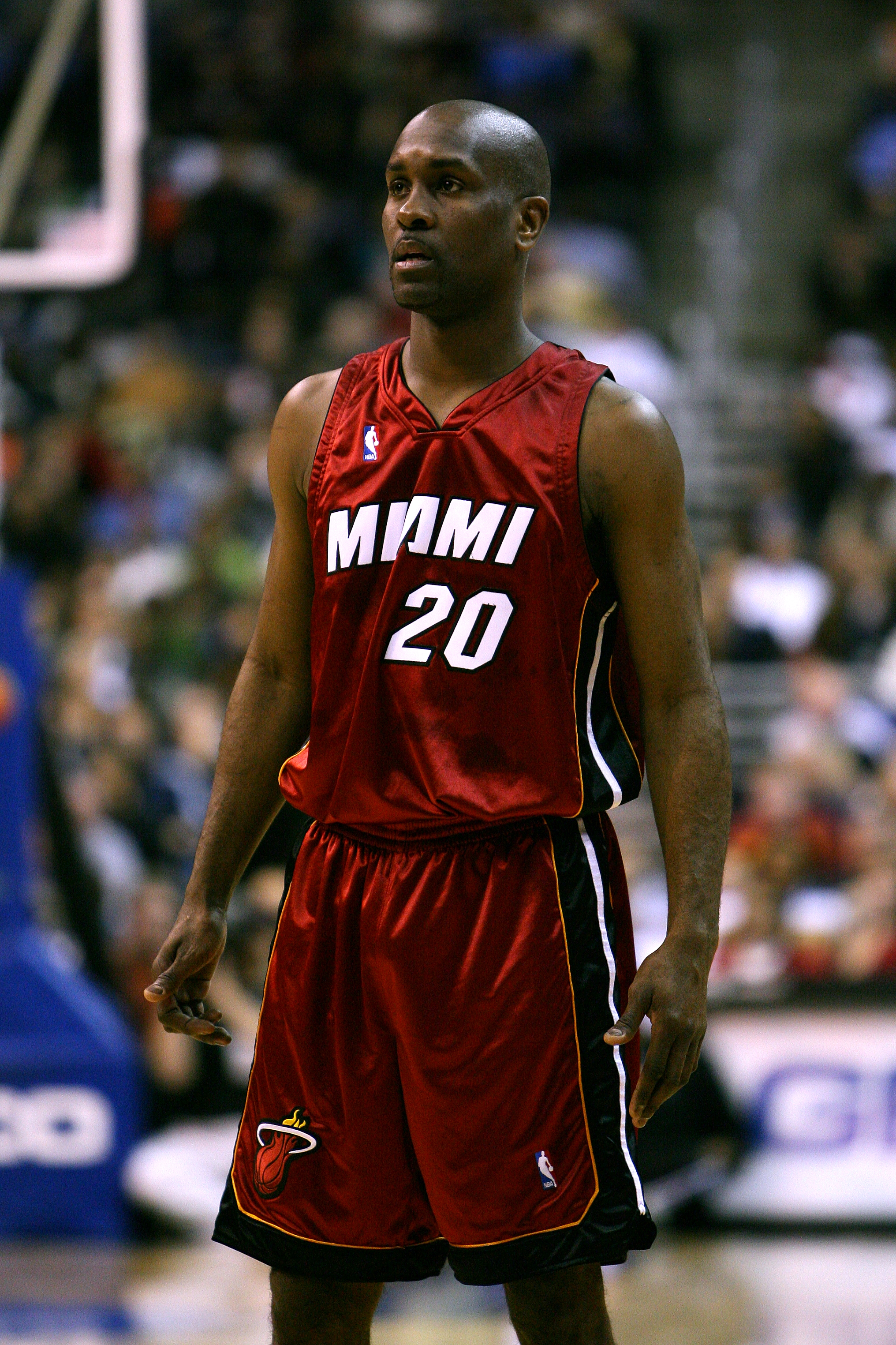
Gary Payton, một hậu vệ dẫn bóng được biết đến với khả năng phòng ngự.

Một hậu vệ dẫn bóng chủ yếu phòng thủ ở khu vực vòng ngoài, cũng như anh ta chủ yếu chơi ở khu vực đó khi tấn công. Về phòng thủ, hậu vệ dẫn bóng có nhiệm vụ làm cho hậu vệ dẫn bóng đối phương bị hạn chế nhất có thể. Một hậu vệ dẫn bóng phòng ngự sẽ cố gắng thực hiện điều này bằng việc gây áp lực lên người dẫn bóng bóng liên tục, gây khó khăn cho việc kiểm soát bóng. Một hậu vệ dẫn bóng khi phòng thủ cũng sẽ gây áp lực cho đối thủ trong các đường chuyền bóng nhằm tạo ra cơ hội để cướp bóng và ghi điểm cho đội của anh ta.

## Phòng thủ
Một cầu thủ hậu vệ dẫn bóng phòng thủ chủ yếu chơi ở vòng ngoài, giống như một điểm tấn công. Mục tiêu của họ là làm cho hậu vệ dẫn bóng đối phương trở nên kém hiệu quả nhất có thể. Một hậu vệ dẫn bóng khi phòng thủ sẽ cố gắng thực hiện điều này với áp lực liên tục lên bóng, khiến việc duy trì quyền kiểm soát bóng trở nên khó khăn. Một hậu vệ đãn bóng chơi phòng thủ cũng sẽ gây áp lực lên đối thủ khi di chuyển qua khoảng trống giữa các cầu thủ để tạo cơ hội cướp bóng và ghi điểm cho đội của họ.
Những hậu vệ dẫn bóng ở NBA hiện tại được biết đến với khả năng phòng thủ tốt bao gồm Jrue Holiday, Mike Conley Jr., Marcus Smart và Chris Paul.